# ワーヴル
ワーヴル（フランス語: Wavre、フランス語発音: [wavʁ]、ワロン語: Aufe（アウフェ）、オランダ語: Waver（ワーヴル））は、ベルギーのブラバン・ワロン州にある町ないし基礎自治体（コミューン）。同州の州都である。
ディル川の流域に位置し、ワヴリアン (Wavriens) やワヴリアンヌ (Wavriennes) と呼ばれる住民はほとんどがフランス語を母語とする。コミューンにはリマル (Limal) とビエルジュ (Bièrges) の旧コミューンを含む。
市は市庁舎の壁をよじ登ろうとした少年の像にちなんで「マカのまち」と呼ばれる。マカ像の尻にさわると一年幸せでいられるという。

## 歴史

### 中世
ポルチコや多くの部屋をそなえたローマの荘園の基礎が近郊で見つかっている。もとはガリアの辺境であったが、3世紀から4世紀にゲルマン人の侵略を受けた。1050年の記録にルーヴェンの保護領としてワーヴルが触れられている。ガロ・ローマ時代のヴィラ（私有地）近くに伯爵らが建てた礼拝堂は、その数年後にアフリヘム修道院の手に渡った。ブリュッセル-ナミュール街道とニヴェル-ルーヴェン街道の十字路には、13世紀までに市が立った。ブラバント公アンリ1世から勅許をたまわった1222年ごろには、市内の小修道院が広く巡礼者を集めていた。

### 暗黒時代
1489年3月8日、ザクセン公アルブレヒト3世（勇敢公）はオーストリアに対するブラバントの反乱に与したとしてワーヴルを攻め、略奪のかぎりを尽くした。これでまちの相対的な平和は崩れ、18世紀初頭まで災難が続くことになった。1504年にゲルデルン公カール2世から、1700年ごろにはルイ14世の戦争で市街が破壊された。外国軍の侵攻（1604年、スペイン）、伝染病（1624年 - 1625年と1668年）、大火（1695年4月28日と1714年7月17日）にも苛まれた。18世紀はおおむね平穏だったが、1790年のベルギー合衆国成立で再び苦難の時代が訪れた。1794年のフルーリュスの戦いでフランス領に組み入れられると徴兵、信教の自由の規制、管理組合の解散などに遭った。

### ワーテルロー以後
ワーテルローの戦いが交わされた1815年6月18日から19日にかけて、この辺りではワーヴルの戦いが起きた。退却するヨハン・フォン・ティールマン将軍麾下のプロイセン軍をエマニュエル・ド・グルーシー麾下のナポレオン勢が追撃したもので、ほど近いワーテルローから砲撃音が聞こえるなか、グルーシーは上官の命にしたがい、この地で独自に戦い抜いた。グルーシーが戦い終えたとき、ナポレオンはすでにワーテルローを失していた。
19世紀には鋳造、製紙、製糖をはじめとする工業が発達した。20世紀の二度にわたる大戦では激しい空襲、空爆、放火で甚大な被害が出た。1995年に新しいブラバン・ワロン州の州都となった。

## 名所

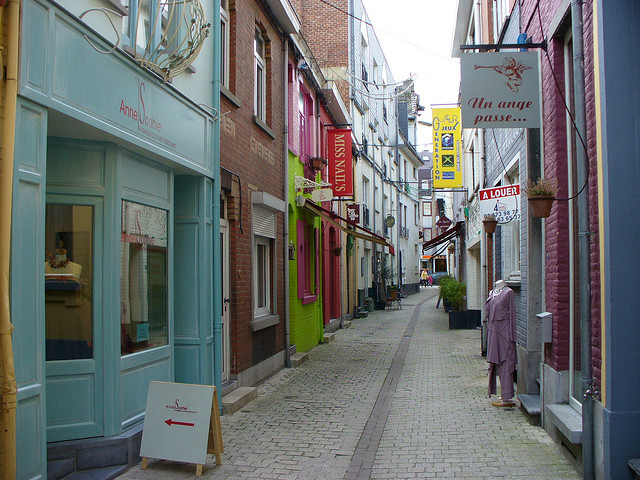
中心市街地

- 1475年に完成したゴシック様式の聖ヨハネ教会。主塔には50鐘のカリヨンがある。
- かつてはカルメル会の教会だった18世紀の市庁舎。中庭を見下ろすつくりになっている。
- 1975年にオープンしたワリビ・アミューズメント・パーク。「ワリビ」とはワーヴル (Wavre) 、リマル (Limal) 、ビエルジュ (Bièrges) の頭文字を連ねたものである。年に100万人以上が訪れる国内最大級のアミューズメント・パークで、フランスとオランダにも似たような施設を展開している。

## 祭事
- 市内では5年に一度、ジュ・ド・ジャン・エ・アリス (Jeu de Jean et Alice) という本格的な中世劇が行われる。これはジャンとアリス、領主と市民のあいだで繰り広げられる問答劇で、1222年の勅許の恩賜を記念してはじまった。いまでは500人ほどが参加する。
- 守護聖人である洗礼者ヨハネの祝祭日の6月24日のあとの日曜日には、200年ほど前から毎年グラン・トゥール (Grand Tour) という宗教行列が行われる。

## メディア
ワーヴルにはベルギー放送協会の短波、中波、FM、テレビ放送の送信所がおかれている。鉄柱に支えられた中波用アンテナは国内で三番目に高い建築物で、FM用とテレビ用アンテナは自立式鉄塔である。1983年10月13日には嵐で送信設備が壊れた。

## 出身有名人
- モーリス・キャレム（1899年 - 1978年） 詩人
- スール・スーリール（1933年 - 1985年） 歌手